# Черткова Ольга Іванівна
Ольга Іванівна Черткова, до шлюбу Гулькевич-Глебовська, у першому шлюбі Верещагіна; 1841—1912) — дружина київського генерал-губернатора Михайла Черткова, кавалерственна дама ордена св. Катерини меншого хреста, меценатка і попечителька сирітських будинків.

## Життєпис
Ольга Гулькевич-Глебовська народилася 28 травня 1841 року в сім'ї євреїв, які прийняли православ'я.
У червні 1857 року стала дружиною штабс-ротмістра Андрія Васильовича Верещагіна. Вінчання відбулося в церкві Різдва Пресвятої Богородиці містечка Махнівка Бердичівського повіту Волинської губернії, де проходив службу Верещагін.
У червні 1861 року чоловік йде у відставку і стає дворянським засідателем губернської палати цивільного суду. Верещагіни переїжджають до Воронежа.
Близько 1864 року Ольга Іванівна розлучилася з чоловіком і одружилася з Воронезьким губернатором, генерал-майором Михайлом Івановичем Чертковим (1829—1905). Це одруження послужило причиною того, що Чертков протягом тривалого часу не був у пошані при імператорському дворі, оскільки до розлучень у той час ставилися досить суворо.
Згодом пара покидає Воронеж і переїжджає на Волинь, де чоловік протягом двох років обіймає посаду військового губернатора. У 1868 році, після отримання звання генерал-лейтенанта Черткова «височайшим указом» призначають на посаду Наказного отамана війська Донського, і сім'я переїжджає до Новочеркаська.
У спогадах А. П. Салтикової (дружини брата М. Є. Салтикова-Щедріна) є згадка про Ольгу Черткову: «Серед моїх воронезьких знайомих була досить гарна особа, що спочатку легковажно повінчалася зі скромним „становим“, але потім вправно виправила необачну помилку, побравшись із багатим аристократом, який займав високе службове становище».

Відомий політичний діяч того часу С. Ю. Вітте писав про Ольгу Черткову: «Вона дуже порядна та досить освічена жінка, надзвичайно життєрадісна. Усе своє життя вона постійно веселилася, мала постійно багато шанувальників серед ад'ютантів свого чоловіка».

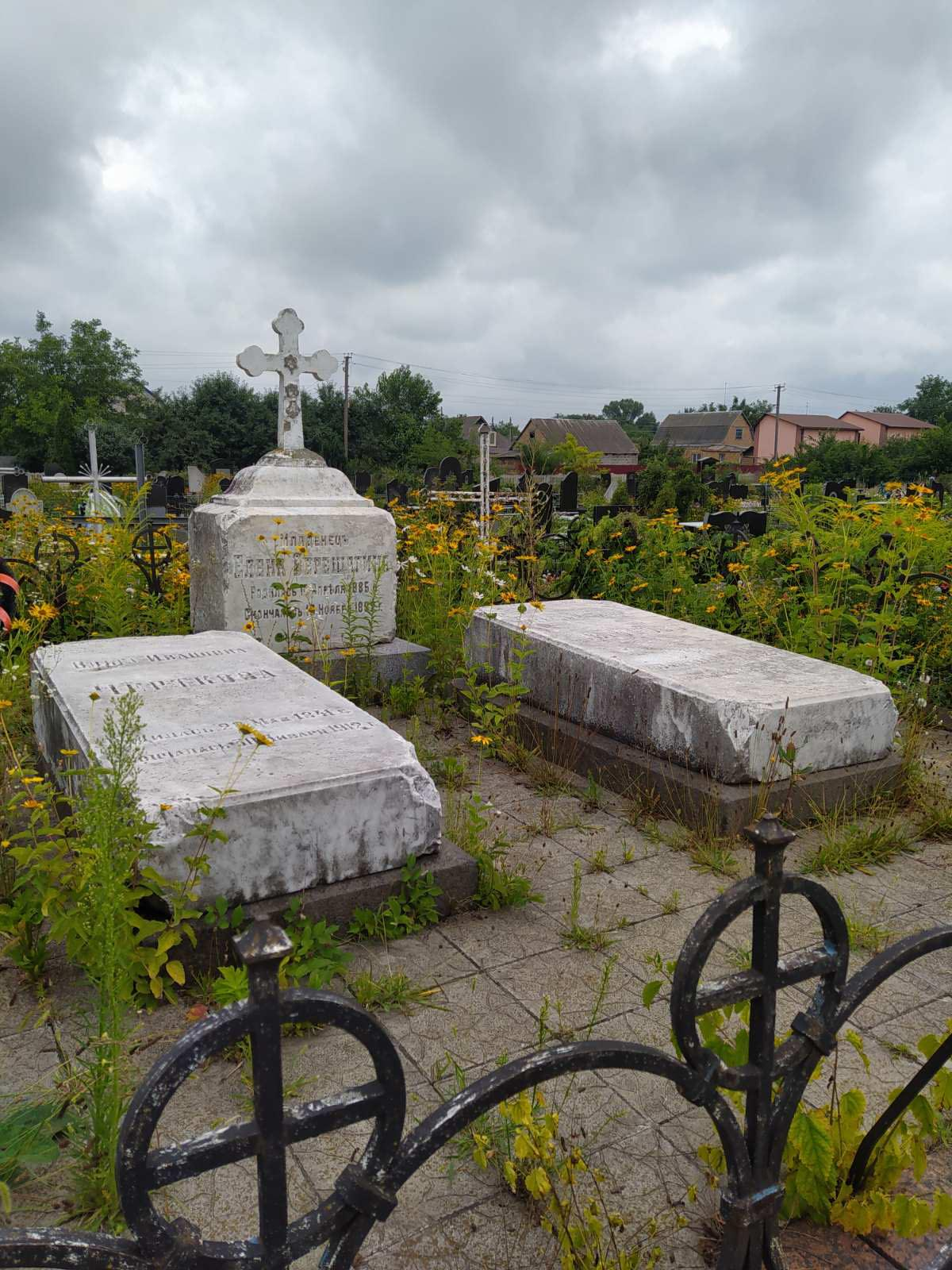
Місце поховання родини Черткових. Кагарлик, Ольжинський цвинтар

У 1877 році чоловік отримує нове призначення: він стає виконувачем обов'язків Київського генерал-губернатора. Саме в цей час Ольга Іванівна умовляє свого чоловіка придбати колишні володіння графа Яна Тарновського у містечку Кагарлик Київської губернії. Ця розкішна садиба пізніше була подарована Катериною ІІ статс-секретарю, а згодом міністру юстиції Дмитру Прокоповичу Трощинському, який збудував тут церкву, двоповерховий палац, упорядкував прилеглий парк, установив на його території понад 700 копій знаменитих скульптур. У цій садибі гостював Микола І, тут бував Микола Гоголь. Син Трощинського заснував у Кагарлику цукровий завод. Але після банкрутства маєток продали на публічних торгах братам М'ясниковим. Проте нові господарі теж не змогли його утримати, і в 1875 році маєток викупає Земельний банк, а потім перепродує його Чертковим. Ольга Іванівна відразу робить усю територію садиби, включно з парком, закритою для вільного доступу. Через деякий час до Києва приїжджає сенатор Половцев, який за дорученням імператора проводить перевірку стану справ у генерал-губернаторстві. І саме придбання кагарлицького маєтку зіграло свою роль в «опалі» Михайла Івановича, оскільки імператор Олександр ІІІ суворо заборонив «приобретение госчиновниками владений во вверенных им губерниях». Так, очікуючи відставки Черткова з поста генерал-губернатора, один із київських писак склав такий каламбур, натякаючи на владну дружину генерал-губернатора: «Ольга позбавила Київ від половців. Чи ж позбавить Половцев Київ від Ольги?».

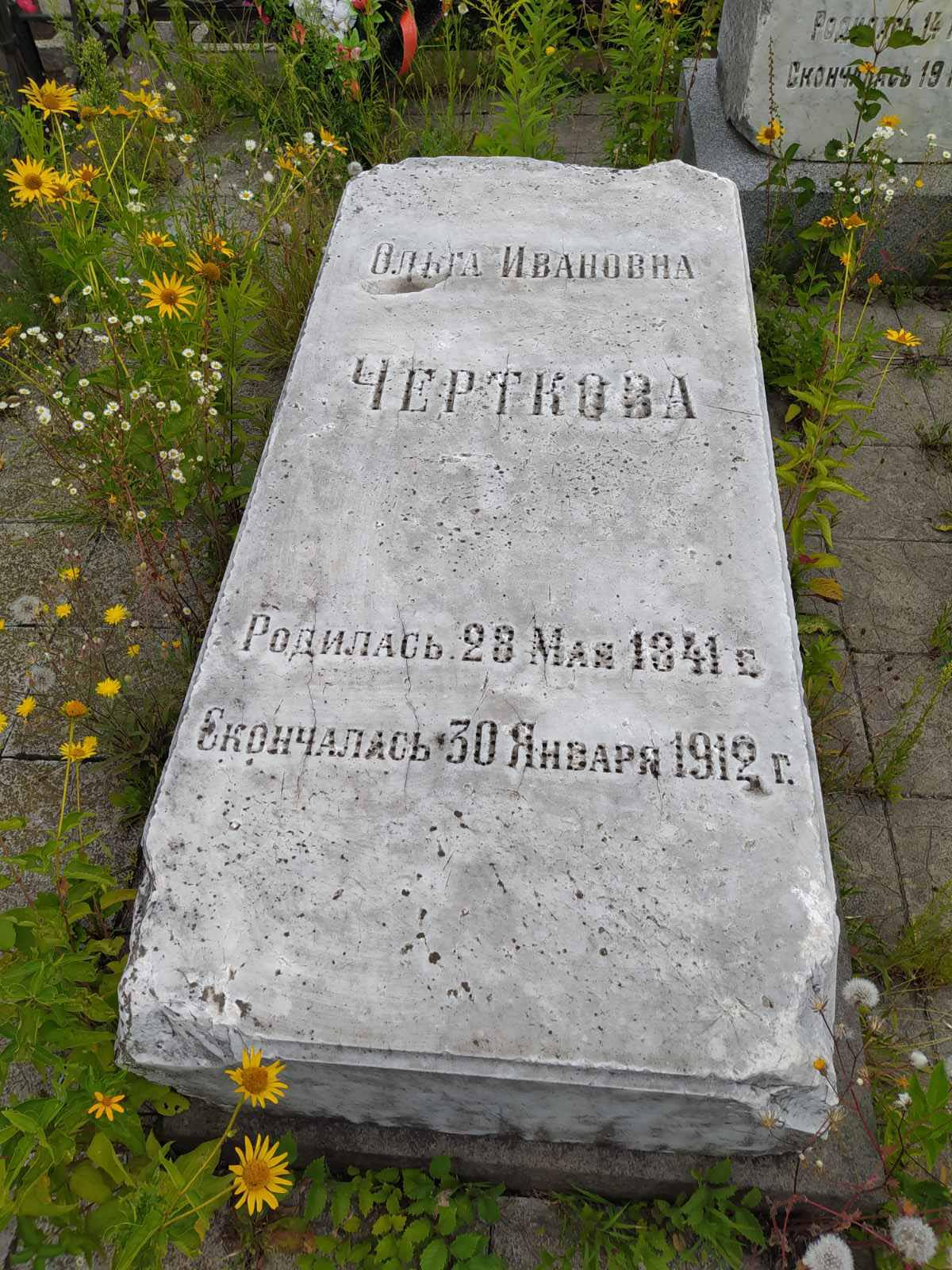
Могильна плита Ольги Черткової

У 1881 році Михайла Івановича Черткова звільняють з посади, призначивши членом Державної ради, і він з сім'єю переїжджає до Кагарлика. Проте вже у 1883 році новий імператор Микола ІІ призначає Черткова командувачем Варшавського військового округу.
19 жовтня 1905 року, перебуваючи на лікуванні у Баден-Бадені (Німеччина), Михайло Іванович помирає. Його вдова, Ольга Іванівна, повертається до Кагарлика і поселяється у своєму маєтку.
Померла Ольга Іванівна Черткова 30 січня 1912 року, переживши свого чоловіка на 7 років.
Похована в Кагарлику на Ольжинському цвинтарі поряд зі своїм чоловіком.

### Діти

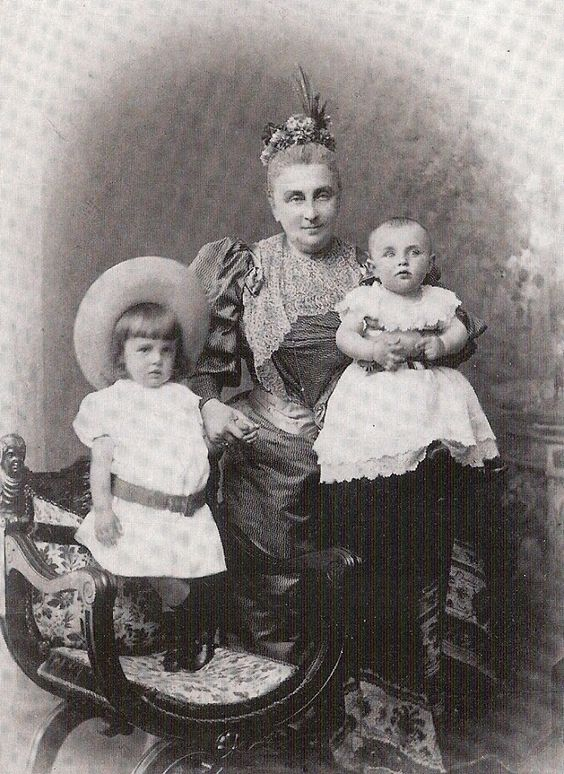
Ольга Черткова з онуками. 1893 р.

Від першого шлюбу з Андрієм Верещагіним народила сина Василя і дочку Марію.
Василь народився 27 квітня 1859 року. Виховувався в сім'ї вітчима Черткова М. І. (1864—1869 рр.), який його усиновив. Закінчив Санкт-Петербурзьке Імператорське училище правознавства, що і визначило його подальшу кар'єру державного чиновника: дійсний статський радник, таємний радник, камергер двору Його Імператорської Величності, гофмейстер, сенатор. Дійсний член Імператорської академії мистецтв, член Ради академії мистецтв. Помер 9 січня 1931 року в передмісті Парижа.
Марія була видана в шлюб з прокурором Варшавської судової палати, а згодом директором департамента поліції і сенатора Коваленського.
У шлюбі з Михайлом Чертковим народила доньок Олену і Тетяну.
Олена Михайлівна Черткова (1865 — 12.07.1955), дружина директора Імператорського Ермітажу оберцеремоніймейстера графа Дмитра Івановича Толстого.
Тетяна Михайлівна Черткова (03.04.1868 — 03.07.1944), дружина камергера генерал-лейтенанта князя Миколи Миколайовича Гагаріна.

## Благодійність
Свою доброчинну діяльність графиня Ольга Черткова розпочала в Новочеркаську як опікунка сирітського дому.
Новочеркаський сирітський будинок відкрили у 1835 році згідно з «Положенням про управління Донського війська». Сирітський будинок призначався для догляду за дітьми-підкидьками та дітьми-бідняками, що залишилися круглими сиротами внаслідок смерті батьків. На кошти Наказу Громадської опіки сироти утримувалися до десяти років. Після цього вони переходили в розряд прислуги і мали самі заробляти собі на життя.
18 травня 1869 року рішенням імператора Олександра II було запроваджено посаду Почесної опікунки Новочеркаського сирітського будинку для нагляду за порядком і надходженнями матеріальних коштів. Першою Почесною опікункою й стала Ольга Іванівна Черткова, дружина Військового Наказного Отамана війська Донського М. І. Черткова.

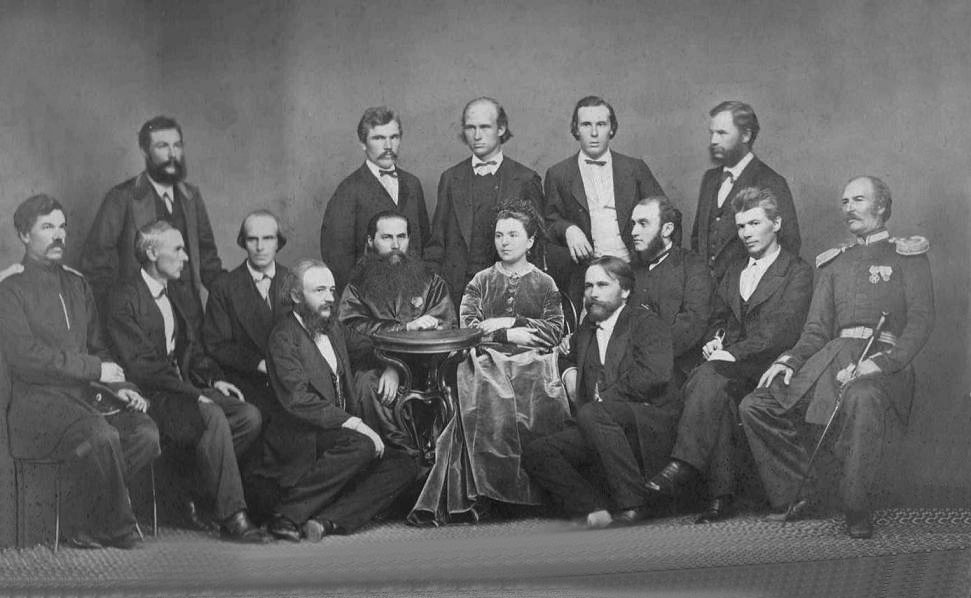
Благодійники м. Новочеркаська. По центру — Ольга Черткова. 1870-ті роки

Саме при ній увага громадськості була звернена на справжнє становище Новочеркаського сирітського будинку. Були запропоновані заходи для полегшення долі сиріт: організація медичних оглядів дітей, нагляд за їх утриманням годівницями та мамками тощо.
У 1877—1881 рр. Ольга Іванівна Черткова очолює Товариство для допомоги бідним у Києві. Особливу увагу вона приділяє дітям: організовує дитячий садок для малолітніх сиріт та дітей з бідних сімей, розширює пансіон вихованок, які відвідували Фундуклеївську гімназію, дбає про гідні умови у ремісничій школі. На повному забезпеченні гімназії утримувалися 30 гімназисток і, крім того, на рахунок дівчат-сиріт щомісяця відкладалося по одному рублю, щоб після закінчення навчання вони мали щось для себе особисто.
У підвальному поверсі будинку Сулими (так звана Сулимівка) Черткова влаштувала пекарню, що давала щодня до 70 пудів хліба та булок. Пекарня не лише забезпечувала власні потреби, а й продавала хліб усім охочим. Згодом чорний і білий хліб, що випускався в Сулимівці, завоював славу одного з найкращих у місті, і пекарня проіснувала понад 60 років.
У період головування О. І. Черткової багато пожертв Товариству роблять купці: голосний міської думи Василь Фомін, Іван Толлі, якого згодом обрали міським головою, Файтель Вольфсон. Допомога останнього, наприклад, полягала як у грошових внесках, так і у безоплатній поставці білизни, одягу та взуття для людей похилого віку, а також дітей, які виховувалися у ремісничій школі.
Енергійна голова Товариства шукала різні шляхи поповнення коштів: тиснула на цукрозаводчиків, підключила свого чоловіка — генерал-губернатора, замислювала комерцію. У 1878 р. вона вирішила поділити на 22 ділянки під забудову 9 десятин землі, що належали Товариству, по Бібіківському бульвару і Кадетському шосе, де фактично було болото. Але цього зробити не вдалося, оскільки санітарна комісія визначила, що «місцевість не може бути зручною для забудови, як у технічному, так і в санітарному відношенні». Однак потім земля таки приносила дохід: її здали в оренду Товариству велосипедистів-аматорів, яке проводило тут велосипедні перегони.
О. І. Черткова вміла залучати до Товариства для допомоги бідним нових членів і одночасно встигала керувати не лише ним, а й Київським відділенням Імператорського Російського музичного товариства. Вона навіть двічі обиралася його головою.
На посаді голови Товариства для допомоги бідним Ольга Черткова зіграла досить вагому роль в організації Маріїнського притулку в Києві. Притулок був заснований ще в 1845 році за ініціативою графині Анни Мєтліної. До нього приймали дітей із нужденних сімей. Оскільки свого приміщення заклад не мав, то він розташовувався у приватних будинках і число дітей не перевищувало 20 осіб.
У 1876 році Київська міська Дума виділяє для притулку ділянку землі на розі Паньківської та Микільсько-Ботанічної. Для спорудження будівлі Ольга Іванівна заручилась згодою Миколи Артемовича Терещенка, який пообіцяв виділити для цього 25 тисяч рублів, а також архітектора Володимира Ніколаєва. До літа 1881 року двоповерхова споруда була збудована. У притулку постійно мешкали 50 дівчаток віком до 16 років. Крім того, 100 дівчаток відвідували заклад для навчання. Тут вони харчувалися, навчалися грамоти, арифметики, каліграфії, нескладних ремесел. Про рівень викладання свідчить уже те, що окремі випускниці вступали потім до гімназії.

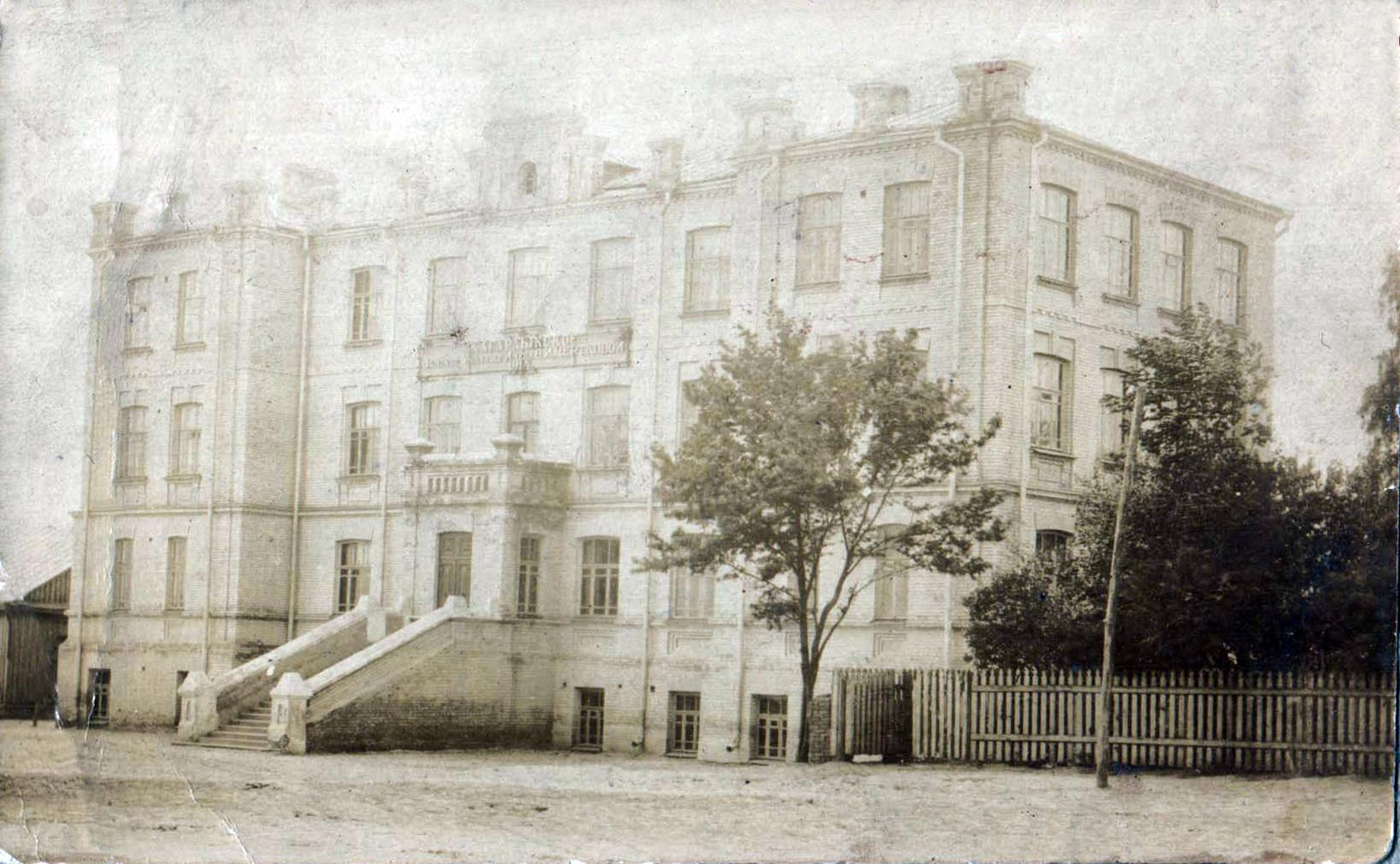
Кагарлицьке початкове училище ім. О. І. Черткової. 1914 р.

Повернувшись до Кагарлика після смерті чоловіка, Ольга Іванівна не полишає справ доброчинності. На той час у Кагарлику було чимало дітей шкільного віку, і наявні церковні та державні школи вже були тісними для маленьких кагарличан. Тому, коли мешканці Кагарлика та передмістя Переселення вирішили доповнити заклади освіти ще й земською школою, що мала бути восьмикомплектною, Черткова зробила і свій вагомий вклад у цю благородну справу.
На той час у самому Кагарлику налічувалося 1242 «ревізькі душі» (тобто, чоловіки-глави сімейств), а в Переселенні — близько 400 душ. Мешканці обох населених пунктів за кілька років до початку І світової війни вирішили клопотати про відкриття нової школи, маючи для цього вагомий фінансовий аргумент — пожертву в 18000 руб. «важкою» царською валютою, здійснену Ольгою Чертковою. Київська повітова земська управа повідомляла: «В виду того, что в местечке Кагарлыке особенно ощущается недостаток в школах, местные землевладельцы, наследники О. И. Чертковой, пришли земству на помощь пожертвованием в 18000 рублей».  
У 1913 р. Київське повітове земство повідомило губернській владі, що «начато постройкою в текущем году восьмикомплектное училище в местечке Кагарлыке сверх школьной сети». А вже у 1914 р. Кагарлицьке початкове училище ім. О. І. Черткової було урочисто відкрите. На жаль, до цієї події не дожила фундаторка школи Ольга Черткова. На відкритті були присутні її дочки — графиня Олена Михайлівна Толстая і вдова сенатора Марія Андріївна Коваленська.
Новозбудована школа була зведена із цегли й покрита залізом, чим на той час міг похвалитися далеко не кожен навчальний заклад. При школі був двір площею 880 квадратних сажень та город в 1035 квадратних сажень.

## Ушанування пам'яті

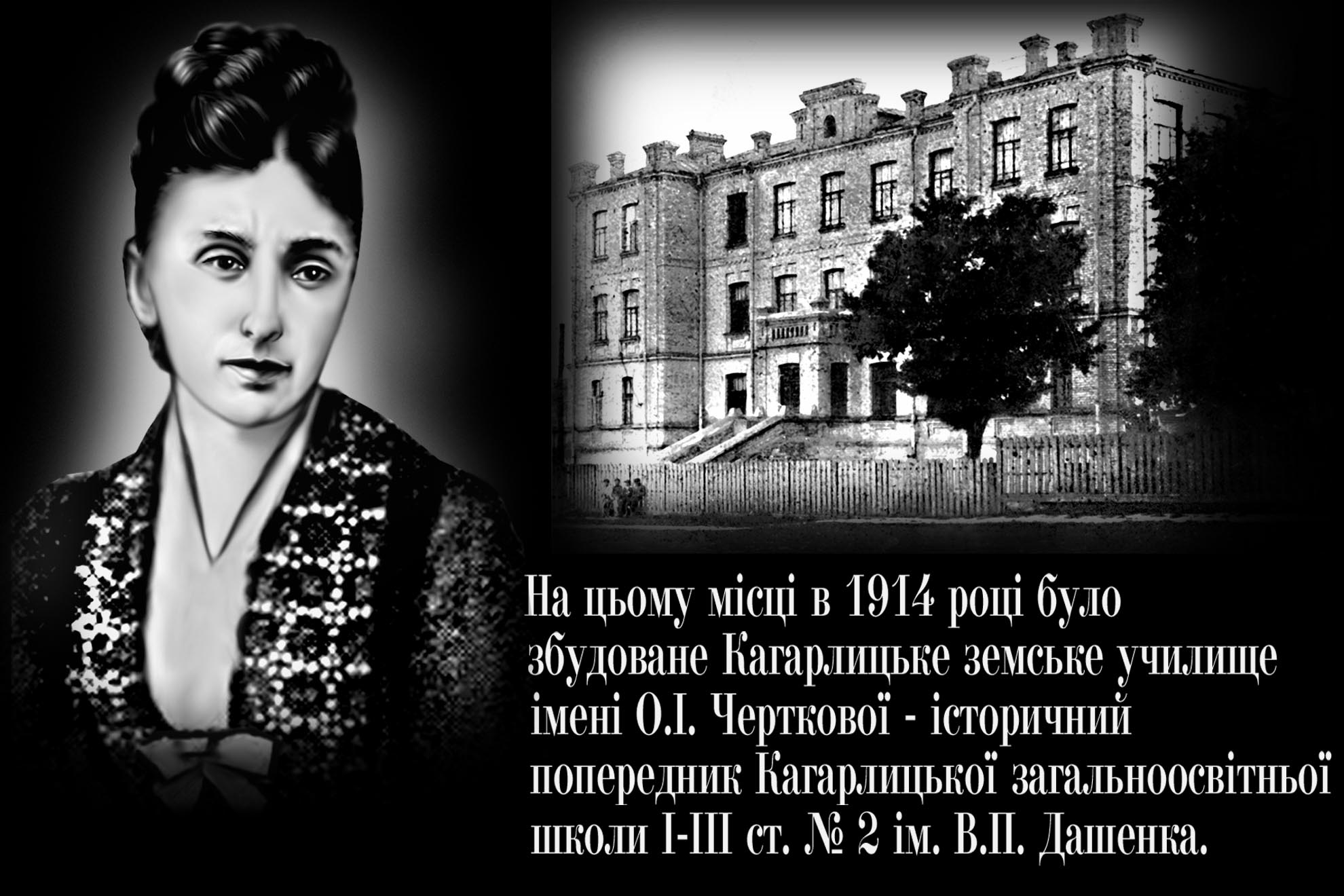
Меморіальна дошка на фасаді Кагарлицького ліцею № 2 ім. В. П. Дашенка. 2014 р.

Меморіальна дошка на честь фундаторки початкового училища Ольги Черткової установлена на фасаді Кагарлицького ліцею № 2 ім. В. П. Дашенка — сучасного закладу загальної середньої освіти, що став його спадкоємцем.
У музеї історії ліцею є експозиція, присвячена О. І. Чертковій.
Закладом освіти заснована Почесна відзнака Кагарлицького ліцею № 2 ім. В. П. Дашенка — медаль «О. І. Черткова». Медаллю нагороджуються керівні, наукові, науково-педагогічні та педагогічні працівники ліцею, інших закладів освіти, освітніх та наукових установ, організацій тощо, представники громадськості за значний особистий внесок у розвиток ліцею.